# Gadikeshwar, Chincholi
Gadikeshwar là một làng thuộc tehsil Chincholi, huyện Gulbarga, bang Karnataka, Ấn Độ.